# Ananàs

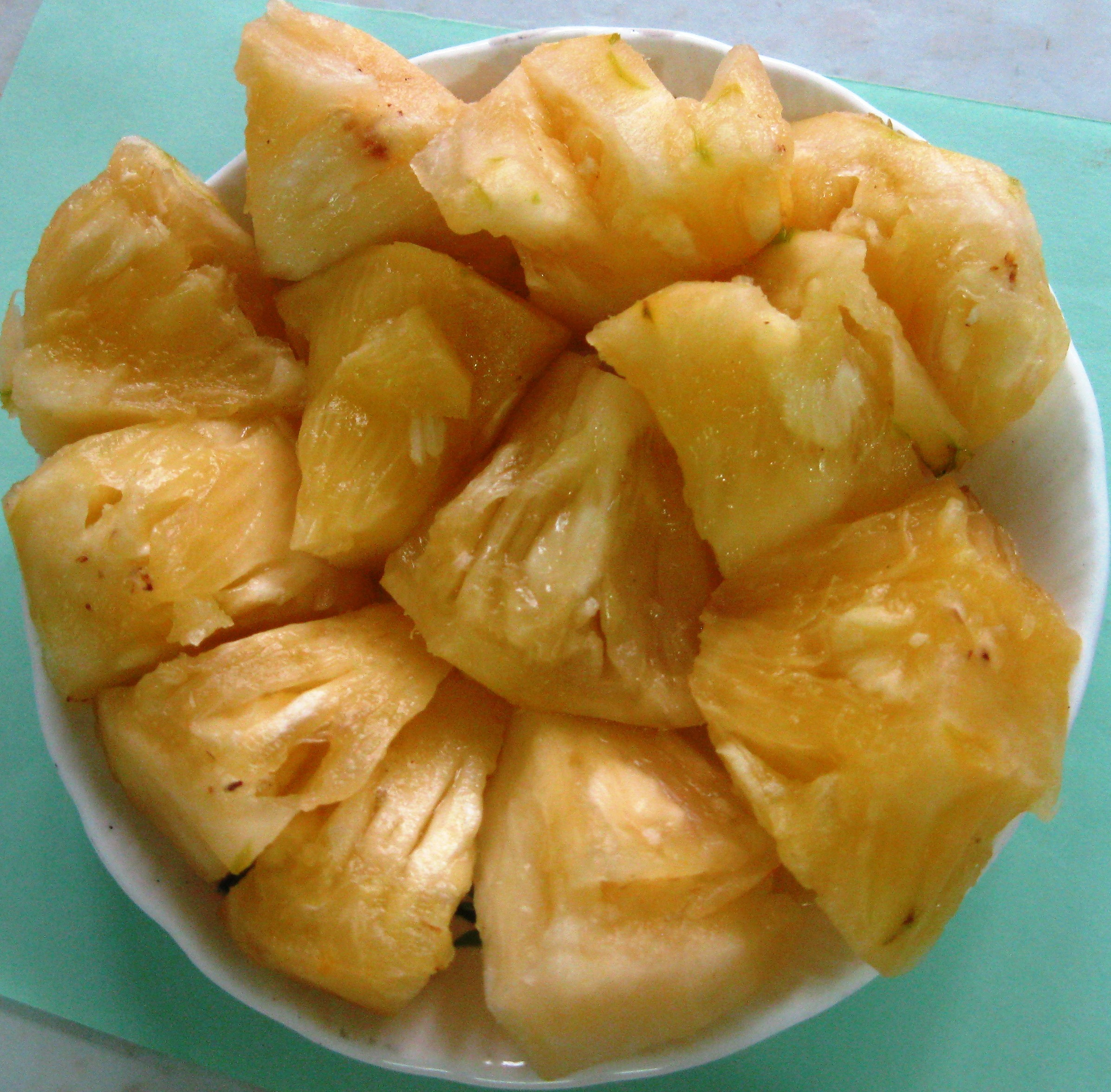
Ananàs (a rodanxes)

L'ananàs (Ananas comosus), és una planta amb flors tropical, originària del Brasil, Bolívia i Paraguai o possiblement també podria ser del nord de Sud Amèrica. Alhora, es pot trobar conreada a altres països tropicals i subtropicals per a l'obtenció de la seva infructescència. És una planta herbàcia, perenne, de la família de les bromeliàcies que al contrari que moltes altres espècies d'aquesta família, que són epífits, creix sobre terra ferma.
Addicionalment pot rebre els noms de pinya americana i pinya d'Índies. També s'han recollit les variants lingüístiques ananà i ananas. La seva infructescència pot ser anomenada pinya americana o pinya tropical, i, addicionalment, pinya o pinya d'Amèrica.

## Etimologia
El nom ananàs arriba al català del portuguès que al seu torn el va rebre del guaraní nanà.

## Descripció
L'ananàs és una planta herbàcia i perenne. Encara que la majoria de les bromeliàcies són epífits, l'ananas comosus és una planta que creix sobre terra ferma.
Té una roseta basal de fulles rígides, sèssils, lanceolades, estretament imbricades, amb uns marges dotats d'espines curtes, de 30 a 100 cm de llarg. Poden ser espinoses o no segons les varietats. Gràcies a la forma lleugerament còncava que tenen poden conduir l'aigua de la pluja cap a la roseta. Són embeinants i es disposen de manera que afavoreixen l'acumulació d'aigua a les axil·les d'on la planta pot agafar-la mitjançant arrels adventícies sorgides de les bases foliars o bé a través de pèls absorbents especialitzats. Creixen longitudinalment fins als 120 cm d'altura. Tenen una reproducció vegetativa.
La tija és molt curta, gruixuda i en forma de botella a causa de l'acumulació d'aigua. De la tija surt un peduncle que sustenta una inflorescència terminal, espiciforme, composta per diverses dotzenes de flors trímeres de color rosa, blanc o blau, a vegades l'única que forma en tota la vida (monocàrpia).
Les flors són hermafrodites, sèssils i amb bràctees. Presenten tres sèpals fusionats a la base, tres pètals formant un tub, sis estams i tres ovaris. El període de floració s'estén durant un mes o més. La pol·linització es dona gràcies als colibrís.
Aquestes flors donen lloc a una infructescència, l'ananàs, que és en realitat un fruit múltiple. És gran i de forma ovoide. El cor del sincarp, més fibrós, es forma a partir de la tija axial. Les parets de l'ovari, la base de la bràctea i els sèpals es transformen en una polpa groga, poc fibrosa, dolça i àcida. La flor dona la coberta dura i espinosa, formada per la fusió de l'àpex de la bràctea i els tres sèpals. Cada ananàs pot arribar a pesar fins a 4 kg. Amb relació a les fulles també és d'interès destacar la seva longitud i riquesa en fibres, aspectes que faciliten l'aprofitament econòmic d'Ananas Comosus en la indústria tèxtil.
El fruit és compost amb una disposició que segueix la sèrie numèrica de Fibonacci.

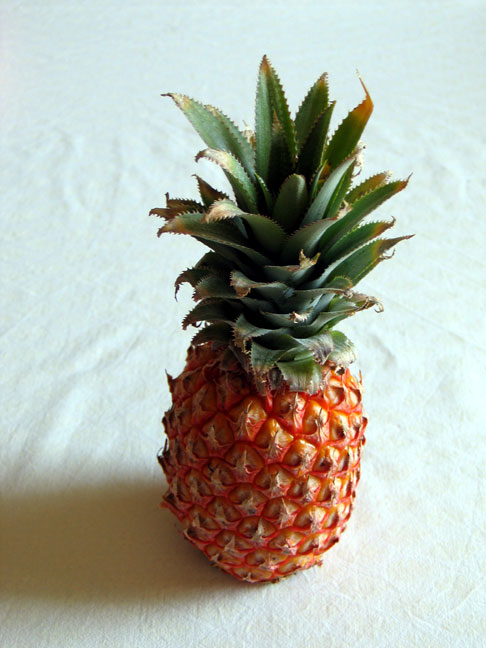
Ananàs
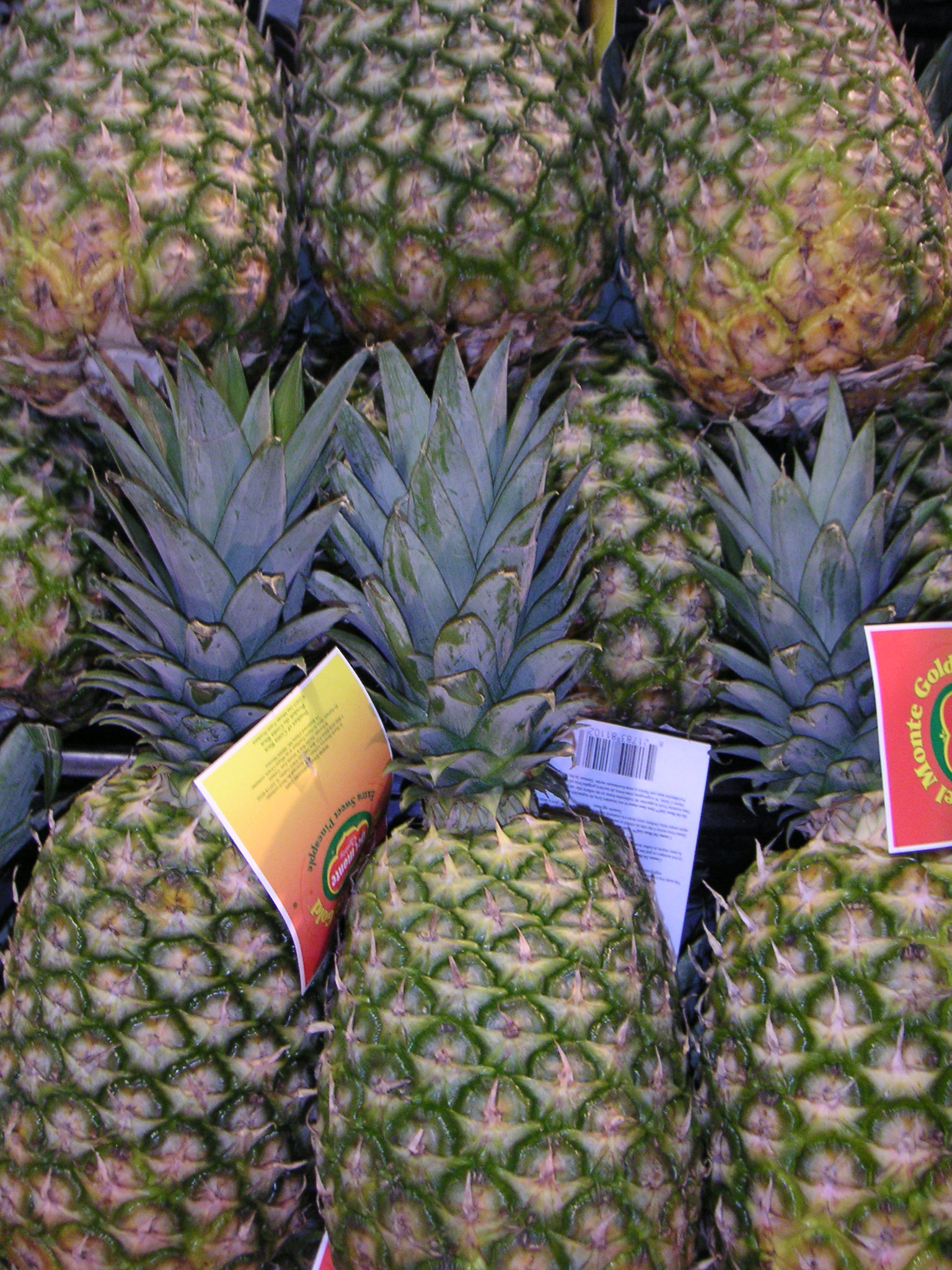
Grup d'ananàs

## Distribució i Ecologia
L'ananàs és originària de la conca del riu Amazones i va ser cultivada per primer cop pels indis guaranís. Posteriorment, en van escampar el cultiu per tot Amèrica del Sud. Als segles xvii i xviii es va cultivar a Europa en hivernacles, com una raresa d'interès. Amb el temps es va anar expandint el seu cultiu fins a arribar a totes les regions tropicals de món per sota dels 800 metres d'altitud. A Catalunya no se'n cultiva com explotació comercial.
L'ananàs és un cultiu tropical, de climes càlids i més o menys humits. No tolera les inundacions i les temperatures excessivament baixes, ja que per donar fruit requereix vora 24 °C. Els excessos de calor (a partir de 30 °C) perjudiquen la qualitat del fruit en accelerar el seu cicle metabòlic. El règim de pluges ha d'estar entre 1000-1500 mm anuals. Accepta qualsevol tipus de sòl sempre que tingui un bon drenatge. L'ananàs exigeix bones concentracions de nitrogen i potassi, una certa quantitat de magnesi i quantitats limitades de calci i fòsfor. L'ananàs és acidòfil i li cal un pH d'entre 5,5 i 6. Les infructescències de les varietats cultivades no tenen llavor.

## Conreu
Brasil, la Xina, Filipines, l'Índia i Tailàndia són els principals productors d'aquest fruit. També se'n produeix a Mèxic, Costa Rica, Hondures, Hawaii, Vietnam, Indonèsia, Costa d'Ivori, Ghana, Kènia i Nigèria. Les Filipines són el més gran exportador a escala mundial. El cultivar més important és l'anomenat Smooth Cayenne, originari de la Guayana Francesa.
Avui en dia, l'ananàs és el segon conreu tropical més important després de la banana (Musa paradisiaca). representa 20% de la producció tropical de fruit. El 70% de l'ananàs és consumit en la seva forma natural, la resta, enllaunada en xarop.
L'ananàs necessita menys aigua que altres conreus tropicals com la banana.
En el seu ambient natural és pol·linitzada pels ocells colibrís.
Per altra banda, el conreu es fa en línies separades d'acord amb la mida de la varietat. La collita és manual i quan es fa per exportació es cullen encara verdes per tal que madurin al punt de destinació.
Actualment, les varietats conreades provenen de les illes de Hawaii i van ser obtingudes a partir de la dècada dels 70.
A Europa és un conreu típic de les illes Açores.

## Farmacologia

### Composició química
- Proteïnes: enzims proteolítics.
- Sucres senzills i oligosacàrids.
- Àcids orgànics.
- Vitamines.
- Fibra.
- Sals minerals.

### Principis actius
Bromelaïna, és una combinació de tres enzims proteolítics (bromelina, extranasa i ananasa) que, igual que la pepsina de l'estómac, és capaç de trencar les proteïnes accelerant la seva digestió. La bromelina també afavoreix la circulació, ja que trenca els coàguls que puguin formar-se i fluïdifica la sang. Cal saber que l'ananàs en conserva perd gran part de les seves propietats digestives, ja que la bromelaïna es desnaturalitza molt fàcilment.

### Usos
Enllaunada o fresca per a consum directe o com emmascarador del gust desagradable de certs medicaments. Conté un enzim proteolític que ajuda a la digestió.
- Ús intern: edemes inflamatoris i post-operatoris. Tromboflebitis. Dispèpsies. Laxant suau.
- Ús extern: neteja d'úlceres cutànies i ferides.

### Accions farmacològiques
Actua com a substitutiu del suc gàstric quan aquest és secretat en poca quantitat (hipoclorhídria, falta de suc gàstric, gastritis crònica), accelera el pas dels aliments per l'estómac i millora la digestió. Es pot administrar fins i tot als lactants que pateixen trastorns digestius. El suc d'ananàs també calma la tos i té propietats expectorants, possiblement degudes als àcids orgànics i sucres que conté. És a més diürètic suau, i com que ajuda a eliminar aigua dels cos pot ser útil en afeccions relacionades amb la retenció de líquids com poden ser artritis, gota, cel·lulitis... També és vermífug (per eliminar els cucs intestinals, aplicació molt utilitzada a la Xina). S'usa en les dietes de pèrdua de pes com a reductor de la gana (acció anorexígena) 
Ananas comosus també té propietats antiedematoses, antiinflamatòries, anticoagulants (efectes deguts a l'augment de l'activitat fibrinolítica i inhibició de la síntesi de fibrinogen de la bromelina). Aproximadament el 40% s'absorbeix per via oral (degut a la seva elevada glucosilació que evita la seva degradació a l'intestí). Fa disminuir els nivells de kininogen i bradicinina en sang. Inhibeix l'agregació plaquetària.
En esportistes serveix de prevenció per evitar tendinitis (inflamació dels tendons) o bursitis (inflamació dels sacs sinovials)
A molts països es considera aquesta fruita com un bon afrodisíac.

### Toxicitat
Interaccions amb heparina (afavorint l'aparició d'hemorràgies), anticoagulants orals (potencia els efectes), antiagregants plaquetaris, i tetraciclines (augmenta els nivells sèrics d'antibiòtic i en potencia els efectes i la toxicitat) 
Pot provocar augment de la pressió arterial i taquicàrdia.